# Counter-Strike
Counter-Strike (скраћ. CS; срп. противнапад) је тактичка видео-игра и пуцачина из првог лица, реализована као модификација игре Half-Life. Аутори првих верзија игре су били Мин Ли (Minh Le) и Џес Клиф (Jess Cliffe) чија је идеја била да направе игру у којој су доступна оружја из стварног света. Ова игра је касније доживела и своја нова издања: Counter-Strike: Condition Zero (2004) и Counter-Strike: Source (2004), Counter-Strike: Anthology за PC, Counter-Strike за Xbox, Counter Strike: Global Offensive (2012) и последњи у низу Counter-Strike 2 (2023).

## Игра
Тема игре је борба између два тима: терориста и антитерориста, увек на просторно ограниченом терену и у ограниченом временском интервалу. Оригинални сценарији мисија могу бити бомбашки напад, спасавање талаца, и спречавање убиства веома важне особе (енгл. Very Important Person, VIP). Због проширивости игре, могућношћу прављења нових мапа, данас постоји много других сценарија и мапа, које се нису испоручивале у оригиналном пакету. Алат за ово је Valve Hammer Editor.

### Врсте мисија
У свакој мисији постоји један или више задатака који се постављају пред сваки од два тима. Испуњавање једног од ових задатака значи победу за тим који га је испунио.

#### Бомбашки напад
Терористички тим поседује бомбу којом треба разорити једно од означених места на терену. Време потребно за постављање бомбе је 3 секунде, а иста ће експлодирати 35 секунди након постављања уколико није демонтирана. Сваки припадник антитерористичког тима може да демонтира бомбу са алатом или без њега. Разлика је у времену демонтирања које износи 5 односно 10 секунди. Мапе овог типа игре обично имају префикс de_, од енгл. defuse, демонтирати. Неке од најигранијих мапа са овим префиксом су: de_dust2, de_inferno, de_nuke, de_train, de_tuscan као и многе друге.
| Задаци терориста: - Успешно постављање и детонирање бомбе на једној од означених локација - Неутралисање тима антитерориста Задаци антитерориста: - Успешно демонтирање постављене бомбе - Неутралисање тима терориста пре постављања бомбе У случају истека времена пре остварења иједног задатка побеђују антитерористи. |

##### Бомба
Бомба је комад експлозива C4, повезан са иницијатором експлозије који је контролисан електронским часовником. По уносу пет цифара, које не бира играч, електронски часовник почиње да одбројава и у наредних 35 секунди се експлозија може спречити само демонтирањем бомбе.
Демонтирање бомбе
Бомбу могу демонтирати само антитерористи. Уколико антитерориста има алат за демонтирање, потребно му је 5 секунди да деактивира бомбу, а уколико нема, потребно је 10 секунди.

#### Спасавање талаца
Терористи држе известан број талаца, најчешће у затвореном простору. Задатак антитерориста је да таоце проналазе и спроводе их до зона означених са зона за спасавање талаца (енгл. hostage rescue zone). Талац је спашен уколико бива доведен до овакве зоне. Игра овде прави разлику између две акције антитерориста према таоцима. Прва је покушај спасавања таоца, тј. његово проналажење и позив да га талац прати. Први антитерориста који ово са неким таоцем постигне за овај чин добија 150 долара. За спасавање таоца се добија 1000 долара. Мапе овог типа игре обично имају префикс cs_. Неке од најигранијих мапа са овим префиксом су: cs_assault, cs_italy, cs_office, cs_militia и многе друге.
Уколико неки од таоца бива убијен, извршиоцу се са рачуна одузима свота од 2250 долара. Уколико нема толико новца на рачуну, рачун бива постављен на нулу.
| Задаци терориста: - Задржавање талаца ван зоне спасавања до истека времена - Неутралисање тима антитерориста пре спасавања свих талаца Задаци антитерориста: - Неутралисање тима терориста - Спасавање свих живих талаца У случају истека времена пре остварења иједног задатка побеђују терористи. |

#### Убиство
Један од припадника антитерористичког тима је означен као веома важна особа (енгл. Very Important Person). Ова особа носи двоструки панцир, а једино доступно оружје су му један Heckler & Koch USP .45 са 36 метака, и борбени нож. Овај лик не може да купује ни муницију ни оружје, нити да користи друго пронађено оружје. Мапе овог типа игре обично имају префикс as_, од енгл. Assassination, убиство као на пример as_oirlig или as_educat.
| Задаци терориста: - Елиминисање особе Задаци антитерориста: - Неутралисање тима терориста - особа успешно (жива) стиже до означене локације У случају истека времена пре остварења иједног задатка побеђују терористи. |

#### Друге
- Борба снајперима је врста мисије где је у борби дозвољено користити искључиво AWP снајпер. Терен за игру обично подсећа на арену, а префикс ових мапа је обично awp_. Најигранија мапа овог типа је awp_india.
- или  или Frenzy maps, су такође мали терени најчешће облика арене. Два тима се појављују на супротним/међусобно симетричним деловима мапе, подједнако удаљеним од једног централног дела, где оружје стоји или се може купити. Да би се победио противнички тим, мора се користити то оружје. Ове мапе обично имају префикс fy_. Најигранија оваква мапа је fy_snow.
- Мапе сурфовања су мапе где играчи користе своје маневрабилне способности да би сурфовали по специјалним нагибима. Ове мапе обично имају затвор у кога сви недовољно искусни падају. Играчи који изађу на крај са свим препрекама имају привилегију да ликвидирају све друге у затвору. Ове мапе обично имају префикс surf_.
- Екстремно пењање је тип мапе која није тактичка игра. Циљ је наћи пут ка врху високих грађевина кроз серије компликованих скокова. На врху грађевине је обично дугме које индицира колико је играчу требало да се попне. Оно је истакнуто тако да сви играчи могу да виде. Ове мапе обично имају префиксе .
- Зомби је тип мапе у којој терористи и антитерористи сарађују заједно да би победили противнички тим, ког чине зомбији. На почетку, сви играчи се налазе у тиму људи. Један играч затим постане зомби и додиром на другог играча, заражује га и овај постаје зомби. Победници су људи, ако преживе за дато време, а да не буду заражени. Зомбији побеђују ако заразе све људе. Зомбије је тешко убити оружјем, јер имају доста хелти, али ту су друге методе стратегије које могу бити од велике користи, као што су ласери, бомбе и падобрани. Ове мапе обично имају префиксе .

- Вежба пуцања је тип мапе која за циљ има повећање циљања и прецизности пуцања противника. У овим мапама такође постоје два тима терориста и антитерориста и рунда се окончава на истек времена. Одлика ових мапа је та што се не ставља акценат на тактичку борбу, већ на стицање вештина човека који игра и рунде се углавном завршавају брзо. Ове мапе обично имају префиксе aim_. Најчешће играна оваква мапа је aim_map, која је специфична по томе што нуди коришћење само три пушака.

Игрица нуди и опцију започињања нове игре, тј. играња са ботовима и подешавања игре каква жели играч.

### Модели доступни у игри
У игри је доступно по четири модела за сваки тим.
| Терористи: |  | Антитерористи: - (од енгл. ) - (од фр. ) |

### Играчки интерфејс
Највећа површина управљачког интерфејса је додељена слободном погледу играча. На њој ипак постоје и површине на којима се приказују за играча битни подаци. Објашњења следе редом по нумерацијама на слици десно:
1. Индикатори живота и оклопа (панцира) играча. Обично се оба крећу у распону 0 - 100, а изузетак је VIP коме је друга вредност на почетку мисије 200.
2. Индикатор времена је цифрама изражено време до завршетка мисије. Прва цифра означава преостале минуте а друге две преостале секунде.
3. Два реда, од којих се у првом налази новац којег играч поседује, а у другом број метака у шаржеру и ван шаржера, који играчу стоје на располагању. Максимална свота новца коју играч може да има је 16.000 долара, а друга два броја су одређена типом оружја и дозвољеном количином дотичне муниције.
4. Централни крстић (нишан), заједно са индикатором имена онога у кога је исти уперен. Приказивање имена се преко подешавања игре може преместити у доњи леви угао екрана.
5. Индикатори места и алата за демонтирање бомбе. Овде играчу бива приказивано кад је у зони за куповину оружја, за спасавање таоца или постављање бомбе. Уколико играч поседује алат за демонтирање бомбе или бомбу, одговарајућа ознака ће такође бити показана.
6. Поруке припадника тима.
7. Приказ распореда припадника тима као и индикатор позиција пуцњаве. Користан за оријентацију, пошто играч заправо и не може да чује све као што би то чуо специјални полицајац на терену.
8. Индикатор поседовања / коришћења лампе. У подешавањима игре се може назначити да ли овај алат треба или не треба да буде доступан.

### Значајније опције игре

#### 
Укључивањем опције  се омогућава играчима да рањавају припаднике свог тима, свесно или несвесно и са намером или без ње. Ово омогућава реалнију игру јер ова појава јесте један од проблема на сваком бојном пољу. Кад је ова опција искључена, играч не може да рањава припаднике свог тима тј. меци, бомбе итд. немају ефекта над њима.
Укључивањем опције  се омогућава играчима да приликом пада са великих висина изгубе мање живота, или да уопште не изгубе. Што је гравитација мања, то је пад мањи. На гравитацији 0 ликови лебде и тешко је контролисати се, а на гравитацији испод нуле ликови лете ка горе.
Start money
Укључивањем опције start money се омогућава админима да мењају своту новца на почетку сваке рунде. То је значајно зато што мања свота нуди и мање опција за куповину, а већа свота нуди више. На многим серверима постоји опција мењања своте новца у зависности од догађаја у рундама.

## Оружја и остала опрема
Следи преглед оружја доступних у игри.
| - Пиштољи - Heckler & Koch USP .45 - Glock 18 - IMI Desert Eagle - Sig-Sauer P228 - Fabrique Nationale Five-Seven - Dual Beretta 96G Elites - Сачмаре - Benelli M3 Super 90 - Benelli XM1014 - Аутомати - Heckler & Koch MP5/Navy - Steyr Tactical Machine Pistol - Fabrique Nationale P90 - Ingram MAC-10 |  | - Јуришне пушке - Colt M4A1 - Steyr AUG - Steyr Scout - Sig SG-550 Commando - Sig SG-552 Commando - Avtomat Kalashnikov AK-47 - Famas - Снајпери - Accuracy Int. Arctic Warfare/Magnum (AWM) - Heckler & Koch G3/SG1 - пушкомитраљези - FM M249 Para |

Док је већина оружја реалистична у односу на стварно оружје, у некима су начињене намерне разлике због правних проблема. Тако, нека оружја имају за нијансу другачије понашање и/или изглед, а нека имају имагинарног произвођача због регистрованог имена оригиналног произвођача.

### Остала опрема
- Панцир
- Балистички шлем
- Светлосна граната
- Високоескплозивна граната
- Димна граната
- Алат за деактивирање бомби
- Наочаре за ноћни вид
- Тактички штит

## Историјски развој
Дана 24. марта Half-Life је отворила своју секцију за Counter-Strike. Након две недеље, сајт је већ имао преко 10.000 посета.
Дана 18. јуна 1999, издата је прва јавна бета верзија игре. CS 1.0 је издат 8. новембра 2000.
Валв (Valve) је објавио 12. априла 2000. да су се тимови Валв-а и Counter-Strike-а сјединили.
- Бета 1 − Прва званична бета верзија Counter Strike.
- Бета 2 − Новина у овој верзији игре је било неколико нових оружја, AK-47, SG552 Commando и Desert Eagle. Пригушивачи су се такође појавили на USP и M4A1 по први пут. Наочари за ноћ (енгл. Night-vision), претходно доступни само уз пушке G3/SG1, се могао купити као посебан елеменат.
- Бета 3 − Новина у овој верзији су били нож, балистички шлем и полуаутоматска пушка FN P90. Шаржер од 50 метака (највећи у игри до тада) и велика брзина пуцања су учили да ово оружје доминира игром месецима.
- Бета 4 − Ова верзија је увела нови тип игре, бомбашке нападе. Још једна новина у овој верзији су били SIG P228, експлозивна граната и Scout Sniper.
- Бета 4.1 − SAS модел антитерористе се појавио по први пут. Прецизност Sig 552 командо је била видљиво побољшана.
- Бета 5 − Додата је сачмара Benelli XM1014.
- Бета 6 − Доноси оружја MAC-10 и Steyr AUG, нове моделе терориста Arctic Avengers и против-терориста GIGN, могућност ношења оружја у обе руке, и побољшања пушке MP5. Такође су убачена две нове врсте игре, убиство (од енгл. Assassination), и бекство (од енгл. Escape). Бекство се заснивало на заједничком повлачењу јединица антитерориста на одређену локацију. Ова врста игре је касније избачена. У Бета 6 верзији је омогућено ношење оружја у обе руке, и левој и десној.
- До верзије Бета 6.5 M4A1 је имала нишан, и пригушивач који није могао бити уклоњен.

### Сијера
Када је Сијера издала Counter-Strike, долазио је у склопу са "Team Fortress Classic,  мултиплејером, и Wanted, Redemption и Firearms модовима."